# Bitva u Teplic
Bitva u Teplic či též Bitva u Hudcova byla válečným střetem mezi pruskou a saskou armádou pod velením generálů Fridricha Viléma von Seydlitze a Friedrich Wilhelm von Kleist a rakouským císařským vojskem pod velením generála Christiana Löwenstein-Wertheima během vpádu Prusů do severních Čech přes Krušné hory v závěrečné fázi tzv. sedmileté války o rakouské následnictví. Odehrála se 2. srpna 1762 u obce Hudcov na předměstí Teplic. Rakouské oddíly zde vítězily nad pruskými vojsky a zastavily jejich další postup. Bitva se stala jedním z posledních velkých polních střetů sedmileté války, ukončené Hubertusburským mírem 15. února 1763. 

## Předehra
Válečný rok 1762 započal pro strany zúčastněné strany sedmileté války zprávou o úmrtí ruské carevny Alžběty Petrovny, podporující Rakousko proti Prusku, se kterým Rusko válčilo v oblastech Slezska. Její synovec a nástupce Petr Fjodorovič (Petr III.) choval k pruskému králi Fridrichovi II. značné sympatie, proto Rusko uzavřelo 16. března s Pruskem příměří stvrzené 15. května mírovou smlouvou. Za nastalé situace bylo nuceno s Pruskem uzavřít mír i podpory zbavené Švédsko. Díky těmto událostem vojenská situace na prusko-rakousko-ruské frontě poněkud stagnovala. K dalšímu vývoji došlo až 9. července, když došlo v Petrohradě k palácovému převratu, při kterém byl nový car svržen a na jeho místo nastoupila jako regentka za syna Pavla jeho manželka Kateřina II., později zvaná Veliká. 
Generál Černyšev vzápětí obdržel od své panovnice rozkaz ukončit součinnost s pruskou armádou. Avšak Fridrich II., který se právě připravoval udeřit na část armády rakouského vrchního velitele maršála Leopolda Dauna před Svídnicí, generála přemluvil, aby svůj odchod o tři dny odložil a sám 21. července podnikl na Rakušany překvapivý útok a zvítězil nad Daunovou armádou v bitvě u Burkersdorfu (Burkatów). Zaskočení Rakušané brzy opustili své pozice. 
V součinnosti se slezskými operacemi byl připraven další z četných vpádů na rakouské území Čech. Od rozpoutání války Pruskem roku 1756 provedl Fridrich II. vojenská tažení do Čech v letech roku 1756 (bitva u Lovosic), roku 1757 (bitvy u Štěrbohol a u Kolína), následujícího roku pak na Moravu (obléhání pevnosti Olomouc či bitva u Domašova), roku 1759 pak několik ozbrojených vpádů do Podkrušnohoří, aby zničením vojenských skladů v okolí Kadaně, Chomutova či Budyně nad Ohří (některé průzkumné pruské oddíly pronikly až k Velvarům nedaleko Prahy) a zásob oslabila akceschopnost rakouské armády (posléze došlo též k menšímu bojovému střetnutí u Nebes a Žďáru). V souvislosti s plánem na další slezskou ofenzívu byl naplánován další pruský vpád, patrně opět s cílem zasáhnout armádní cíle v rakouském týlovém území. 

## Průběh bitvy
Kontingent pod velením generálů Fridricha Viléma von Seydlitze a Fridricha Viléma von Kleista o síle přibližně 12 000 mužů překročil v červenci 1762 hranice ze Saska a pokračoval směrem k Teplicím, které plánoval obsadit. Proti němu bylo pak vysláno rakouské vojsko v počtu asi 9 000 mužů vedené generálem knížetem Christianem Löwenstein-Wertheimem. Pruská vojska poté zdevastovala a vypálila několik měst, např. Postoloprty, Ledvice či Duchcov, a postupovala dále s cílem obsadit Teplice. Do cesty se jí postavilo rakouské Wertheimovo vojsko a 2. srpna došlo v polích u vsi Hudcov, vzdálené asi 3 km od centra Teplic, ke střetnutí. Vítězství zde nakonec, i přes početní nevýhodu, dosáhlo rakouské vojsko, kterému se podařilo pruský útok na Teplice odvrátit. 
Během střetu zahynulo na bitevním poli na obou stranách na 7 000 vojáků, tedy zhruba třetina všech bojujících.

## Hodnocení bitvy
Úspěšné blokování pruského postupu u Teplic nicméně pruské akce v Čechách plně nezastavilo. Již v říjnu vtrhlo pruské vojsko do severozápadních Čech, kde plenilo a vypalovalo další města, včetně Hradce Králové. Přesto lze v tehdejší nelehké situaci Habsburské monarchie považovat zdejší vítězství za velkou strategickou i vojenskou výhru.
Tažení Fridricha II. se však vyvíjelo prudce v rakouský neprospěch. 4. srpna jeho vojska dokončila obkličovací kruh kolem slezského města Svídnice. 16. srpna se sice jednotky maršála Dauna pokusily pevnost z obklíčení vymanit, ale po tuhém pruském odporu byly nuceny odpochodovat a ponechat město svému osudu. 9. října posádka Svídnice kapitulovala, čímž skončily vlastní boje o Slezsko. V Sasku se v srpnu spojila říšská armáda s armádou generála Andráse Hadika. 29. října napadl princ Jindřich její levé křídlo a drtivě ji porazil v posledním velkém střetnutí sedmileté války v bitvě u Freibergu. Spojenecká armáda, která ve zmatku ustoupila do Drážďan, ztratila na 7000 mužů, Prusové 1400 vojáků. 24. listopadu, po několika marných pokusech Prusů vylákat Rakušany ze saské metropole, uzavřely obě strany příměří. 
V tuto dobu si již císařovna Marie Terezie uvědomovala, že se jí pruského krále nepodaří srazit na kolena tak, jak v to celou válku doufala. Navíc Fridrich II. na konci roku vyslal generála Kleista na území římskoněmecké říše, čímž se mu podařilo vytvořit tlak na říšský sněm, který začátkem roku 1763 podepsal s Pruskem příměří.